# Supercopa Italiana de Voleibol Masculino de 2022
A Supercopa Italiana de Voleibol Masculino de 2022, oficialmente Del Monte Supercoppa Italia Superlega por questão de patrocínio, foi a 27.ª edição desta competição organizada anualmente pela Lega Pallavolo Serie A, consórcio de clubes filiado à Federação Italiana de Voleibol (FIPAV) que ocorreu nos dias 31 de outubro e 1 de novembro de 2022, na comuna de Cagliari, na região de Sardenha.
A equipe do Sir Safety Susa Perugia conquistou o quarto título de sua história ao derrotar na final o Cucine Lube Civitanova por 3 sets a 2. O Itas Trentino assegurou a terceira colocação do torneio ao vencer o Valsa Group Modena por 3 sets a 1. O ponteiro ucraniano Oleh Plotnytskyi – que marcou 11 pontos na partida final – foi eleito o melhor jogador da competição.

## Regulamento
O torneio foi estruturado nas fases semifinais, disputa pelo terceiro lugar e final.

## Equipes participantes
As seguintes equipes se qualificaram para a Supercopa Italiana de 2022.
| Equipe                  | Qualificação                           |
| ----------------------- | -------------------------------------- |
| Cucine Lube Civitanova  | Campeão da SuperLega de 2021–22        |
| Valsa Group Modena      | 4º colocado na SuperLega de 2021–22    |
| Sir Safety Susa Perugia | Campeão da Copa Itália de 2021–22      |
| Itas Trentino           | Vice-campeão da Copa Itália de 2021–22 |

## Local das partidas
| Cagliari, Itália  |
| PalaPirastu       |
| ----------------- |
|                   |
| Capacidade: 2 266 |

## Resultados
|  | Semifinais              | Semifinais              |                        |   | Final | Final |
|  |                         |                         |                        |   |       |       |
|  |                         |                         |                        |   |       |       |
|  |                         |                         |                        |   |       |       |
|  | Cucine Lube Civitanova  | 3                       |                        |   |       |       |
|  | Cucine Lube Civitanova  | 3                       |                        |   |       |       |
|  | Valsa Group Modena      | 0                       |                        |   |       |       |
|  | Valsa Group Modena      | 0                       | Cucine Lube Civitanova | 2 |       |       |
|  |                         |                         | Cucine Lube Civitanova | 2 |       |       |
|  |                         | Sir Safety Susa Perugia | 3                      |   |       |       |
|  | Sir Safety Susa Perugia | Sir Safety Susa Perugia | 3                      | 3 |       |       |
|  | Sir Safety Susa Perugia |                         |                        | 3 |       |       |
|  | Itas Trentino           | 2                       |                        |   |       |       |
|  | Itas Trentino           | 2                       | Terceiro lugar         |   |       |       |
|  |                         |                         |                        |   |       |       |
|  |                         |                         |                        |   |       |       |
|  |                         |                         |                        |   |       |       |
|  | Valsa Group Modena      | 1                       |                        |   |       |       |
|  | Valsa Group Modena      | 1                       |                        |   |       |       |
|  | Itas Trentino           | 3                       |                        |   |       |       |

#### Semifinais
| Data   | Hora  |                         | Placar |                    | Set 1 | Set 2 | Set 3 | Set 4 | Set 5 | Total  | Relatório |
| ------ | ----- | ----------------------- | ------ | ------------------ | ----- | ----- | ----- | ----- | ----- | ------ | --------- |
| 31 out | 17:30 | Cucine Lube Civitanova  | 3–0    | Valsa Group Modena | 25–23 | 25–23 | 25–20 |       |       | 75–66  | Relatório |
| 31 out | 20:30 | Sir Safety Susa Perugia | 3–2    | Itas Trentino      | 23–25 | 25–17 | 25–22 | 22–25 | 15–7  | 110–96 | Relatório |

#### Terceiro lugar
| Data  | Hora  |               | Placar |                    | Set 1 | Set 2 | Set 3 | Set 4 | Set 5 | Total  | Relatório |
| ----- | ----- | ------------- | ------ | ------------------ | ----- | ----- | ----- | ----- | ----- | ------ | --------- |
| 1 nov | 14:00 | Itas Trentino | 3–1    | Valsa Group Modena | 25–14 | 23–25 | 33–31 | 25–18 |       | 106–88 | Relatório |

#### Final
| Data  | Hora  |                        | Placar |                         | Set 1 | Set 2 | Set 3 | Set 4 | Set 5 | Total   | Relatório |
| ----- | ----- | ---------------------- | ------ | ----------------------- | ----- | ----- | ----- | ----- | ----- | ------- | --------- |
| 1 nov | 17:00 | Cucine Lube Civitanova | 2–3    | Sir Safety Susa Perugia | 25–20 | 22–25 | 25–23 | 22–25 | 8–15  | 102–108 | Relatório |

## Premiação
| Supercopa Italiana de 2022                   |
| Úmbria                                       |
| -------------------------------------------- |
| Sir Safety Susa Perugia Campeão (4.º título) |